# Wasserpumpe

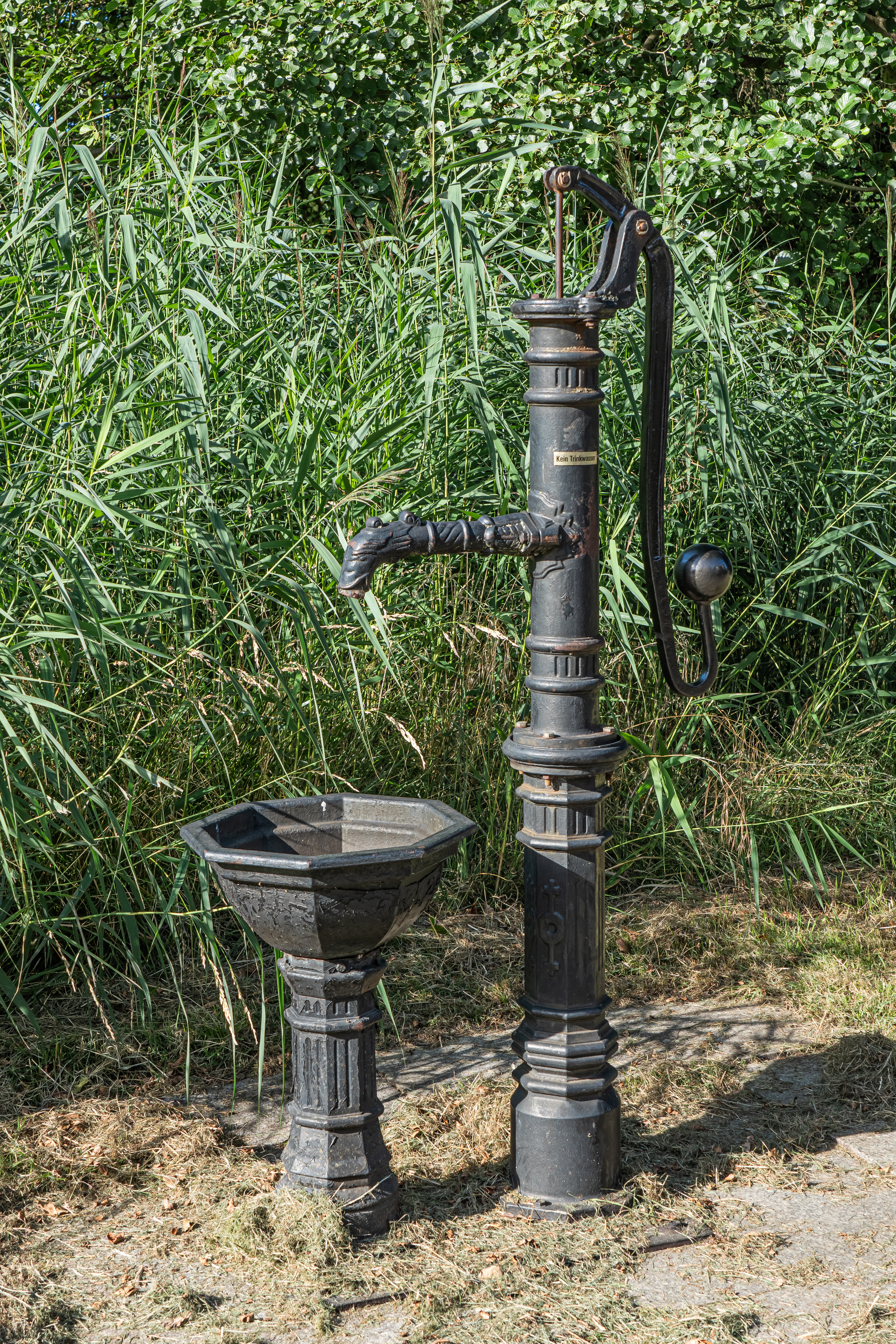
Handbetriebene Wasserpumpe

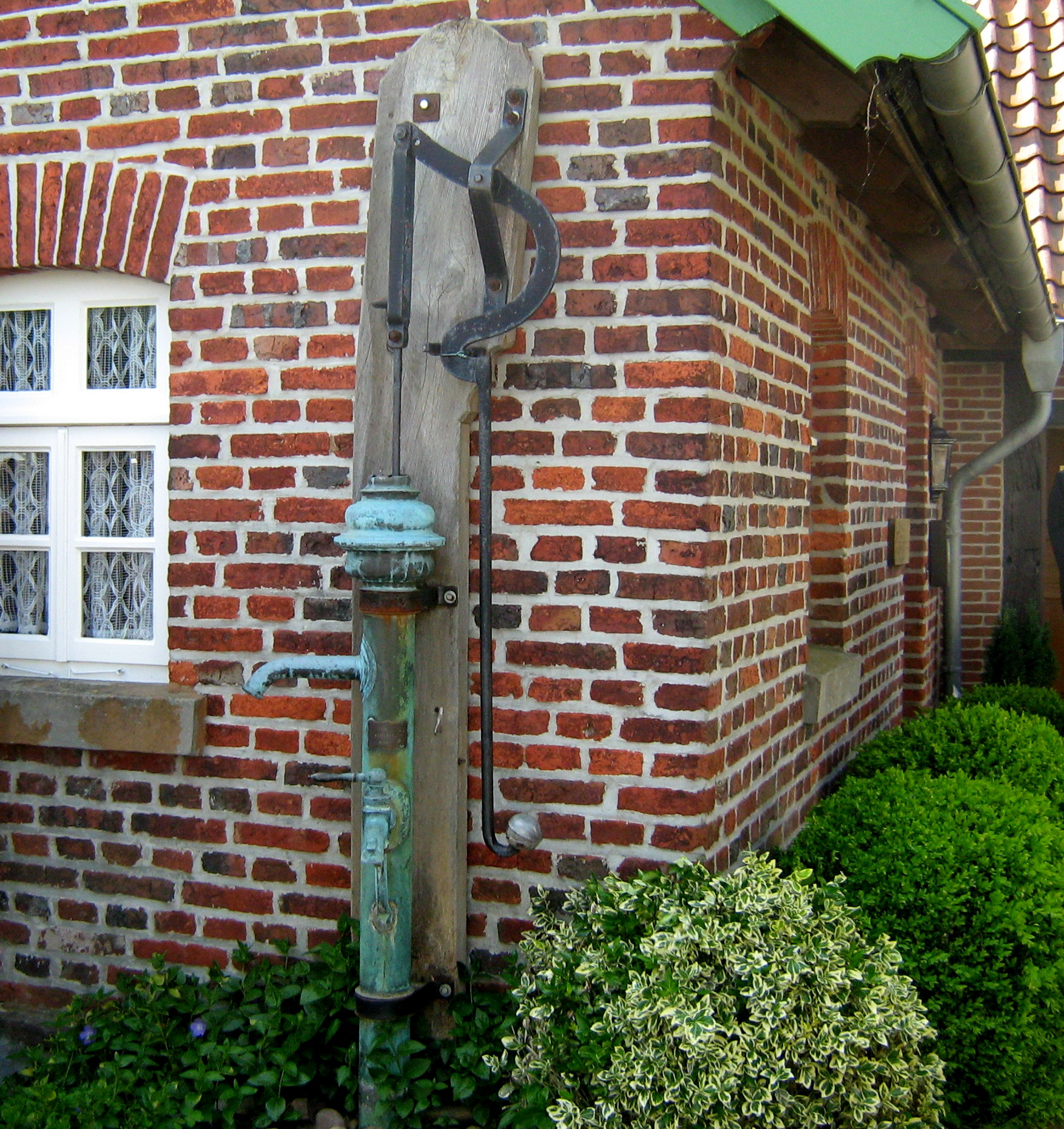
Historisch typisch handbetriebene Wasserpumpe

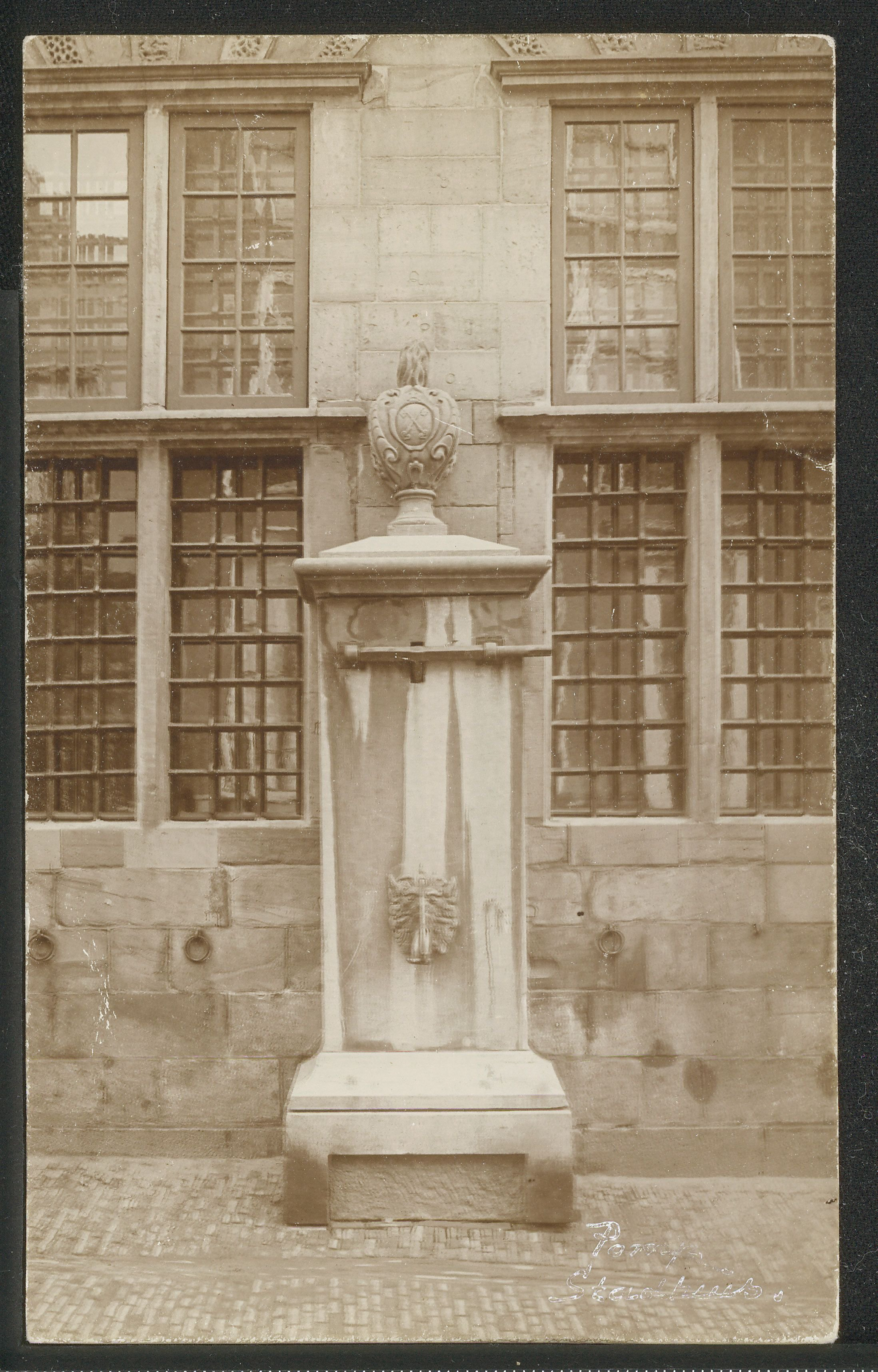
Wasserpumpe in Leiden, Niederlande (1860).

Eine Wasserpumpe ist ein Gerät zur Förderung und Bewegung von Wasser (siehe auch Wasserkunst). Dabei kommen alle Bauformen von Pumpen zum Einsatz, sie sind jedoch auf die physikalischen Eigenschaften des Mediums abgestimmt. Typische Konstruktionen sind die Kolbenpumpe, die Plungerpumpe, die Archimedische Schraube, die Kreiselpumpen in den verschiedensten Ausführungen und der hydraulische Widder. Nach der Art des Handbetriebs ist der Begriff Schwengelpumpe üblich.
Die Wasserpumpe in Form eines Schöpfrades ist wohl die älteste aller Pumpen. Wasserpumpen ermöglichen die Besiedlung von wasserarmen Landstrichen und sind weit verbreitet.
In Pumpspeicherkraftwerken werden Wasserpumpen zur Energiespeicherung eingesetzt.

## Geschichte
Bereits in der Antike wurden Hubkolbenpumpen von den Griechen und von den Römern zur Wasserförderung eingesetzt. In den Niederlanden wurden Wasserpumpen schon im 13. Jahrhundert zur Trockenlegung der Städte benutzt.
Umgangssprachlich wird besonders im sächsischen Raum der veraltete Begriff „Plumpe“ (ursprünglich ostmitteldeutsch, ostniederdeutsch) verwendet.

## Wasserpumpen zur Motorkühlung in KFZ
Kühlmittelpumpen (veralt. Wasserpumpen) finden sich in flüssigkeitsgekühlten Verbrennungsmotoren, um das Kühlmittel zirkulieren zu lassen. Veraltet sind die Thermosiphon- und die Verdampfungskühlung, die beide ohne Pumpe auskommen. Mechanische Kühlmittelpumpen werden in Fahrzeugen und Stationärmotoren über Keilriemen, Flachriemen (Polyrib), Zahnriemen oder über Zahnräder angetrieben. Der Förderstrom ist bei ungeregelten Kühlmittelpumpen von der Motordrehzahl abhängig.
Eine Kühlmittelpumpe in einem Lastkraftwagen erfordert typischerweise eine Leistung von bis zu etwa 7 kW. Mit einer elektromagnetischen Kupplung (seit 2009 auf dem Markt) kann durch bedarfsgerechte Steuerung zwischen 0,5 und 1,5 Prozent des Treibstoffs eingespart werden.